# 推力
推力（英語：Thrust）是牛頓第三定律中提及的一種反作用力，可改变物体速度、推动的力量。多指在发动机内、外表面或推进器（如螺旋桨）上各种力的合力。
航空发动机（螺旋桨、涡扇或涡轮喷气发动机）和火箭发动机都可以通过驱动气体向相反方向（后方）高速流动，在动量守恒的情况下产生相同动量的反作用力（即反推力），因而驱动自身向前方运动。

## 用語

### 民航
最大起飛推力（Maximum Takeoff thrust，MTO）
發動機於5分鐘內起飛之最大推力。
最大連續推力（Maximum Continuous thrust，MCT）
發動機遭遇事故時可連續發揮之最大推力。
最大爬升推力（Maximum Climb thrust，MCL）
發動機於飛行爬升期間所發揮最大推力。
最大巡航推力（Maximum Cruise thrust，MCR）
發動機維持平穩巡航速度之最大推力。

### 軍事
軍用推力（Military Thrust）
軍用發動機在不使用後燃器下之最大推力。